# Midwest (miasto)
Midwest – miasto w Stanach Zjednoczonych, w stanie Wyoming, w hrabstwie Natrona.